# Laski (Izabelin)
Laski ist ein Dorf in Polen, westlich von Warschau, in der Landgemeinde Izabelin, in der Woiwodschaft Masowien. Das Dorf liegt an der südöstlichen Grenze des waldreichen Nationalparks Kampinos und hat etwa 1.600 Einwohner (1998).
Regional bekannt ist der Ort für sein Krankenhaus und Schulen für Blinde und ein Mütterheim. In der Nähe des Blindeninstituts befindet sich eine architektonisch interessante Holzkapelle aus dem Jahre 1925. Auf dem Friedhof liegt Antoni Słonimski begraben. Daneben existiert auch ein Kriegsfriedhof aus dem Zweiten Weltkrieg.